# Darth Bane
Darth Bane, rođen pod imenom Dessel na Apatrosu 1.026 BBY (godine prije bitke kod Yavina 4), se smatra jedan od najvažnijih Mračnih Gospodara Sitha. Krajem New Sith Wars (Novih Sithskih ratova), Bane je postao jedan od zadnjih pravovaljanih Gospodara Sitha i, kao jedini preživjeli Posljednje bitke kod Ruusana, koja je i označavala kraj tog rata, ponovno je izradio red Sitha nakon uništenja samog reda. Baneova revolucija uključuje "Pravilo dvoje" (Rule of Two), struktura koja u ograničavanju broja Sitha ukida borbe iznutra, koje su trovale sam red puno vremena, ta ista struktura koja je dopustila da Darth Sidious napokon pobijedi nad Jedijima i Galaktičnom Republikom.

## Pojave
- Darth Bane: Path of Destruction (roman)
- Jedi vs. Sith (strip) - prva pojava
- Bane of the Sith (kratka priča)
- All for You - moguća pojava
- Star Wars Episode I: The Phantom Menace (roman) - prvi puta spomenut
- Labyrinth of Evil (samo spomenut)
- Star Wars Episode III: Revenge of the Sith (roman) - samo spomenut
- Dark Lord: The Rise of Darth Vader - samo spomenut
- Resurrection - samo spomenut
- Star Wars: Galaxies - samo spomenut
- Star Wars Legacy 5: Broken, Part 4 - prikazan u Holocronu